# Foxbase Alpha
Az 1991-es Foxbase Alpha a Saint Etienne debütáló nagylemeze.
Az album zeneileg sokrétű. A stílus közeli a kor house zenéjéhez, de a Nothing Can Stop Us és Wilson dalok az együttes 1960-as popzenéje iránt érzett szeretetét fejezik ki. A hosszabb dalok, például a Stoned to Say the Least és a Like the Swallow, az ambient house-t idézik fel. A felvételek ideje alatt Sarah Cracknell nem volt az együttes teljes értékű tagja, így az Only Love Can Break Your Heart-on Moira Lambert énekel.
1992-ben jelölték a Mercury Music Prize-ra. Szerepel az 1001 lemez, amit hallanod kell, mielőtt meghalsz című könyvben.

## Az album dalai
|     | Cím                                | Hossz |
| --- | ---------------------------------- | ----- |
| 1.  | This Is Radio Etienne              | 0:42  |
| 2.  | Only Love Can Break Your Heart     | 4:29  |
| 3.  | Wilson                             | 1:59  |
| 4.  | Carnt Sleep                        | 4:43  |
| 5.  | Girl VII                           | 3:46  |
| 6.  | Spring                             | 3:43  |
| 7.  | She's the One                      | 3:09  |
| 8.  | People Get Real (csak az USA-ban)  | 4:44  |
| 9.  | Stoned to Say the Least            | 7:42  |
| 10. | Nothing Can Stop Us                | 4:21  |
| 11. | Etienne Gonna Die                  | 1:32  |
| 12. | London Belongs to Me               | 3:57  |
| 13. | Kiss and Make Up (csak az USA-ban) | 5:14  |
| 14. | Like the Swallow                   | 7:41  |
| 15. | Dilworth's Theme                   | 0:38  |

## Közreműködők
- Sarah Cracknell – ének
- Bob Stanley – Roland Jupiter 4, Korg M1, csörgődob
- Pete Wiggs – SCI Prophet 5, Emax sampler, bongó
- Ian Catt – gitár, billentyűk programozása
- Moira Lambert – ének az Only Love Can Break Your Heart-on
- Harvey Williams – basszusgitár az Only Love Can Break Your Heart-on
- Pete Heller – további programozás a Kiss and Make Up-on

## Fordítás
Ez a szócikk részben vagy egészben a Foxbase Alpha című angol Wikipédia-szócikk ezen változatának fordításán alapul.  Az eredeti cikk szerkesztőit annak laptörténete sorolja fel. Ez a jelzés csupán a megfogalmazás eredetét és a szerzői jogokat jelzi, nem szolgál a cikkben szereplő információk forrásmegjelöléseként.